# Isaäc Arend Diepenhorst

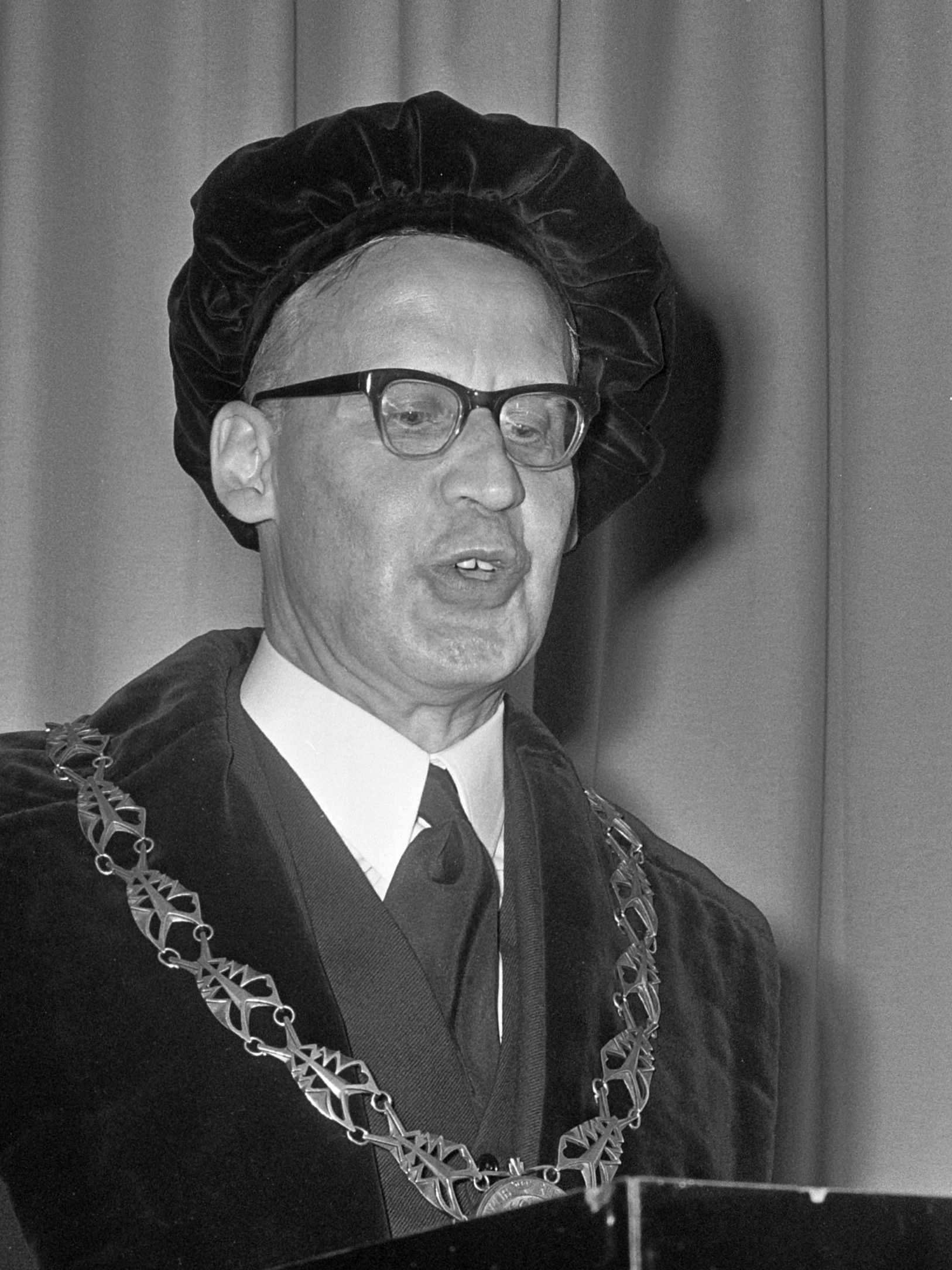
Isaäc Arend Diepenhorst als Rektor der Freien Universität Amsterdam (1972)

Isaäc „Iekje“ Arend Diepenhorst (* 18. Juli 1916 in Rotterdam; † 21. August 2004 in Zeist, Provinz Utrecht) war ein niederländischer Rechtswissenschaftler, Hochschullehrer und Politiker der Anti-Revolutionaire Partij (ARP) sowie zuletzt des Christen-Democratisch Appèl (CDA), der mehrere Jahrzehnte an der Freien Universität Amsterdam lehrte, Mitglied beider Kammern der Generalstaaten sowie zeitweilig Minister war. Des Weiteren verfasste er zahlreiche Werke, die sich neben rechtswissenschaftlichen Fragen vor allem auch mit dem interreligiösen Dialog befassten.

## Leben

### Hochschullehrer und soziales Engagement
Diepenhorst begann nach dem Besuch des Christelijk Lyceum in Zeist 1934 ein Studium der Theologie sowie der Rechtswissenschaften an der Freien Universität Amsterdam. 1943 legte er dort seine Promotion zum Dr. jur. mit einer Dissertation zum Thema Historisch-critische bijdrage tot den leer van den christelijken staat ab und war im Anschluss Assistent von Victor Henri Rutgers, der den Lehrstuhl für Römisches Recht und Strafrecht an der Freien Universität Amsterdam bekleidete.
Am 10. Oktober 1945 nahm Diepenhorst selbst eine Professur für Strafrecht und Strafprozessrecht an der Freien Universität Amsterdam an und lehrte dort bis zum 14. April 1965. Neben seiner Lehrtätigkeit arbeitete er zwischen 1951 und 1953 als Kolumnist bei der Rundfunkgesellschaft Nederlandse Christelijke Radio-Vereniging (NCRV) und engagierte sich von 1951 bis 1954 als Vorstandsmitglied von Bartiméus, einer Vereinigung für Blinde, Seh- und Mehrfachbehinderte, sowie seit Januar 1953 als Mitglied des Redaktionsrates der zentralen Wochenzeitung der Gereformeerde Kerken in Nederland. Zudem war er seit Oktober 1953 Vorstandsmitglied des Centrale Bond van Inwendige Zending en Christelijk Maatschappelijk Werk, einer Organisation zur Förderung der Inneren Mission und der christlichen Gemeinschaftsarbeit, sowie von 1954 bis April 1965 Vorsitzender von Bartiméus.

### Mitglied der Ersten Kammer und Minister

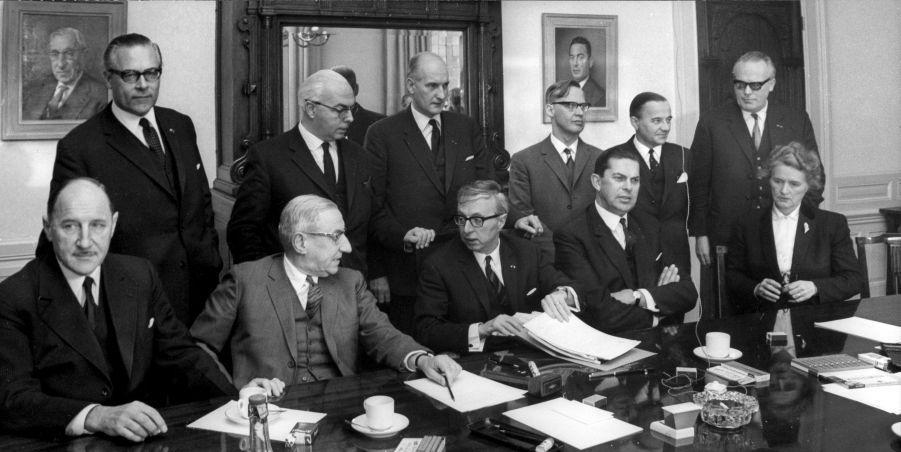
Diepenhorst (hintere Reihe, 3.v.r) mit den anderen Ministern des Kabinetts Zijlstra (1966)

Zugleich begann er Anfang der 1950er Jahre seine politische Laufbahn und vertrat zwischen dem 15. Juli 1952 und dem 14. April 1965 die Interessen der Anti-Revolutionaire Partij (ARP) in der Ersten Kammer der Generalstaaten. In diese Zeit fiel vom 1. Oktober 1954 bid 1955 seine Mitgliedschaft in der von Roelof Kranenburg geleiteten Staatskommission für die Überarbeitung des Rechts der außenpolitischen Beziehungen sowie als Mitglied des Ausschusses für die Unterstützung gemeinnütziger Arbeit im Jahr 1958. Während seiner Parlamentszugehörigkeit war er von Februar 1959 bis September 1961 Sekretär der Fraktion der ARP.
Daneben fungierte er vom 21. September 1960 bis zum 20. September 1961 als Rektor der Freien Universität Amsterdam. Diepenhorst, der in den 1960er Jahren Leiter eines Forums des NRCV-Fernsehens war, fungierte zwischen 1961 und 1965 zeitgleich als Mitglied des Bildungsrates, als Vorsitzender der Interkirchlichen Kommission für die Seelsorge in Justizvollzugsanstalten sowie als Vorsitzender der Vereinigung für die Bewährungshilfe. Für seinen politischen und akademischen Verdienste wurde er am 27. April 1962 mit dem Ritterkreuz des Orden vom Niederländischen Löwen geehrt.
Diepenhorst wurde am 14. April 1965 von Ministerpräsident Jo Cals als Minister für Bildung und Wissenschaften (Minister van Onderwijs en Wetenschappen) in dessen Kabinett berufen und bekleidete dieses Amt auch in der danach von Jelle Zijlstra gebildeten Regierung bis zum 5. April 1967.

### Mitglied der Zweiten Kammer, Rektor und Dekan der Freien Universität Amsterdam
Kurz vor seinem Ausscheiden aus der Regierung wurde er am 23. Februar 1967 als Vertreter der ARP Mitglied der Zweiten Kammer der Generalstaaten und gehörte dieser bis zum 10. Mai 1971 an. Zugleich nahm er seine Lehrtätigkeit an der Freien Universität Amsterdam wieder auf und hatte dort bis zum 28. September 1984 eine außerordentliche Professur für Allgemeine Staatslehre und Parlamentsgeschichte inne. Am 17. April 1967 wurde er zum Kommandeur des Orden von Oranien-Nassau ernannt.
Des Weiteren war er von 1967 bis 1989 abermals Vorsitzender der Interkirchlichen Kommission für die Seelsorge in Justizvollzugsanstalten sowie zeitgleich der Vereinigung für Blinde, Seh- und Mehrfachbehinderte Bartiméus. Darüber hinaus wurde er Juli 1967 Vertreter der Königin (Kroonlid) im Akademischen Rat sowie 1968 Mitglied des Stiftungsrates der Universität Utrecht. Ferner wurde er am 18. Januar 1969 Vorsitzender des Bildungsrates (Onderwijsraad) und bekleidete dieses Amt bis zum 1. August 1986. Darüber hinaus hatte er von 1970 bis 1989 das Amt des Vorsitzenden der Interkirchlichen Beziehungen zur Regierung inne.
Diepenhorst, der vom 11. Mai 1971 bis zum 17. September 1974 sowie erneut vom 29. Oktober 1974 bis zum 10. Juni 1981 Mitglied der Ersten Kammer der Generalstaaten war, fungierte zwischen dem 1. September 1972 und dem 1. September 1976 abermals als Rektor der Freien Universität Amsterdam sowie im Anschluss von 1976 bis 1984 als Dekan der dortigen Juristischen Fakultät. Zuletzt wurde er am 3. Juni 1986 Kommandeur des Orden vom Niederländischen Löwen.

## Veröffentlichungen
- Historisch-critische bijdrage tot den leer van den christelijken staat, Dissertation, 1943
- Religiedelicten, 1945
- De verhouding tusschen kerk en staat in Nederland, 1946
- De oecumene, 1947
- Algemeene genade en antithese, 1947
- zekerheid en financiering, 1949
- Kerk en communisme in Rusland, 1949
- Hernieuwde bezinning: een pleidooi voor aansluiting der Gereformeerde Kerken in Nederland bij de Wereldraad van Kerken, 1950
- Hoe bereiken wij de communisten met het evangelie?, 1951
- De boodschap van Rusland en het Christelijk antwoord, 1951
- De actuele betekenis der Reformatie, 1951
- Humanisme en humanistische ‚geestelijke verzorging‘, 1952
- Het vraagstuk van de oorlog, 1953
- De lichamelijke opvoeding en de sport, 1955
- Christelijke politiek, 1958
- De geprangde universiteit, 1960
- Vragen van reclassering, 1960
- Betrekkelijk of volstrekt, 1960
- Commerciële televisie in perspectief, 1961
- In de schaduw der vernietiging, 1962
- De emancipatie van de vrouw, 1965
- Universiteit en wetenschap in beweging, 1969
- De aangevochten staat, 1972
- Rekenschap, 1984
- Ja heb je, 1986